# Steatopygie

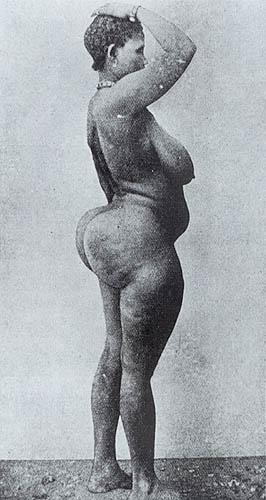
Fotografie khoikhoiské (hotentotské) ženy

Steatopygie (řecky στεατοπυγία "tučné hýždě") je hromadění podkožního tuku v oblasti hýždí. Tuk se nehromadí pouze v oblasti hýžďových svalů, ale zasahuje až do oblasti stehen, kde tvoří silnou vrstvu někdy sahající až ke kolenům. Tento tělesný znak je typický pro ženy některých negroidních ras (např. Sanů). Steatopygie byla rozšířená u žen během paleolitu; dokladem jsou dochované sošky venuší (např. Venuše z Lespugue).

## Výskyt
Steatopygie je dědičný genetický rys Khoisanů. Vyskytuje se zvláště u žen, v menší míře i u mužů. Ve většině lidských populací ženy vykazují větší tendenci k ukládání tukových zásob do hýžďové krajiny než muži, což má přímou souvislost s výskytem celulitidy.
Kromě Křováků byla steatopygie pozorována i u Pygmejů a kmene Onge z Andamanských ostrovů. Mezi Khoisany je steatopygie považována za znak krásy, začíná se vyvíjet v dětství a je plně vyvinutá v době prvního těhotenství ženy. Často se pojí s jiným charakteristickým znakem zvaným „hotentotská zástěra“ (prodloužené malé stydké pysky, Sinus pudoris).
Steatopygie byla zřejmě charakteristická pro populaci, která se rozprostírala od Adenského zálivu až po mys Dobré naděje, jejímiž jsou Khoisanové a Pygmejové zbytky. Andamanci také pocházejí z téhož populačního základu; jedná se o potomky první vlny expanze lidstva z Afriky, která začala před 100 000 lety. Z tohoto pohledu jsou Andamanci jednou z nejdéle izolovaných skupin v dějinách lidstva.

## Pravěk
Podle jiných zdrojů byla steatopygie široce rozšířená v Eurasii v době pleistocénu až do doby před 10 000 lety. Jakožto způsob, který zajišťoval hromadění energie na zlé časy. Sošky venuší s mohutným pozadím ukazují, že v době kamenné šlo o podobně pro muže přitažlivý a žádoucí rys, podobně jako je tomu dnes u primitivních přírodních národů, protože zajišťovala lepší šanci na přežití potomstva.
V holocénu (po 10 000 př. n. l.) s příchodem teplejších zim a zemědělství steatopygie náhle mizí. Neexistují doklady o steatopygii ve společnostech praktikujících zemědělství.